# Rudolf Sigmund
Rudolf Sigmund (* 25. August 1903 in Wien; † 9. Oktober 1976 ebenda) war ein österreichischer Politiker der SPÖ, Wiener Landtagsabgeordneter und Mitglied des Gemeinderats, Bezirksvorsteher sowie Amtsführender Stadtrat.

## Leben
Sigmund wurde als Sohn eines Eisenbahners geboren und erlernte einen Beruf im Mechanikergewerbe. Er schloss sich bereits als Jugendlicher der Gewerkschaft und der Sozialdemokratischen Partei an und wurde 1926 Sekretär der Metallarbeitergewerkschaft sowie 1928 Redakteur der „Metall- und Bergarbeiterzeitung“. 1926 besuchte er zudem die Arbeiterhochschule. Nach dem Österreichischen Bürgerkrieg 1934 wurde Sigmund aus politischen Gründen entlassen und machte sich im Transportwesen selbständig. Während des Verbots der Sozialdemokratischen Partei hielt er Kontakt mit Aktivisten des Widerstandes und unterstützte sie finanziell und mit Transportleistungen.
Nach dem Ende des Zweiten Weltkriegs wurde Sigmund im Mai 1945 zum Bezirksvorsteherstellvertreter in Währing berufen und wirkte zwischen Juli 1945 und April 1946 als Bezirksvorsteher. Er war bereits 1945 in den Wiener Landtag und Gemeinderat gewählt worden und am 14. Februar 1946 als Amtsführender Stadtrat für Ernährungsangelegenheiten angelobt. Mit dem 3. Juni 1948 legte Sigmund dieses Amt wieder nieder und wurde am 31. Oktober 1952 als Amtsführender Stadtrat für Personalangelegenheiten, Verwaltungs- und Betriebsreform angelobt. Sigmund hatte sein Amt bis zum Ende der Regierungsperiode im Dezember 1954 inne und wurde in der Folge zum Dritten Landtagspräsidenten gewählt. Am 17. Juli 1959 wechselte er erneut in die Landesregierung und wurde Stadtrat für Allgemeine Verwaltungsangelegenheiten. Sigmund blieb bis zum 29. März 1968 in dieser Funktion. 1969 schied er auch aus dem Landtag und Gemeinderat aus, dem er seit 1945 ununterbrochen angehört hatte. Zudem war er zwischen 1946 und 1968 Bezirksobmann der SPÖ-Währing gewesen.
Nach seinem Tod wurde Sigmund am 18. Oktober 1976 auf dem Hernalser Friedhof bestattet.

## Auszeichnungen und Ehrungen

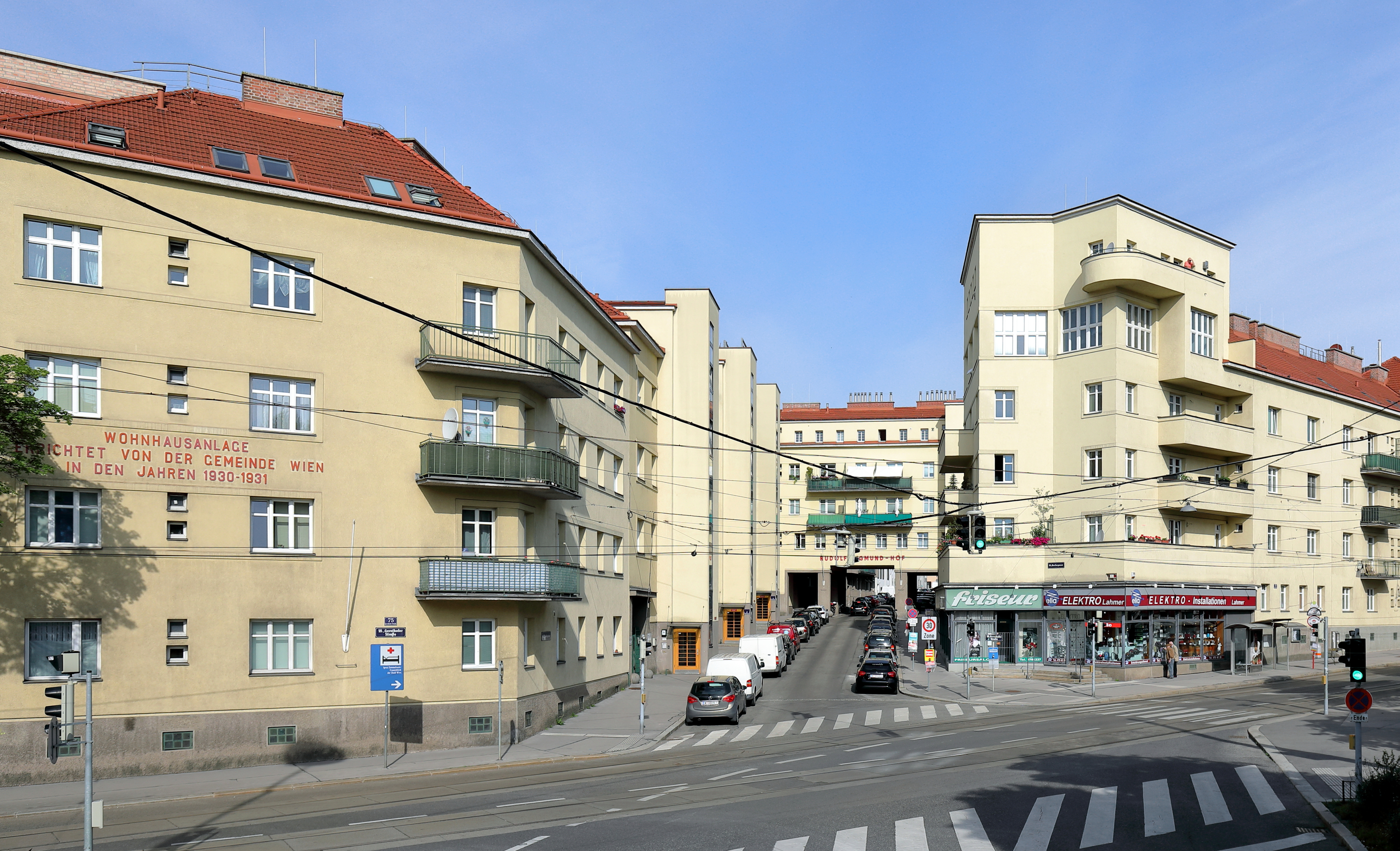
Der nach ihm benannte Gemeindebau „Rudolf-Sigmund-Hof“

- Bürger der Stadt Wien (22. November 1968)
- Die 1930/31 errichtete Wohnhausanlage in der Gersthofer Straße 75–77 wurde 2007 in Rudolf-Sigmund-Hof benannt